# Báb

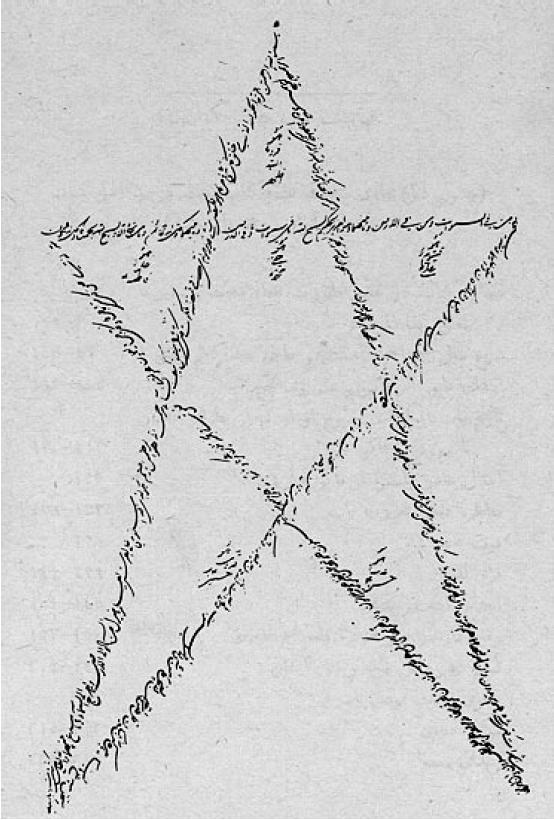
O rugăciune scrisă de Siyyid Ali-Muhammad-i-Shirazi, sau Báb, în formă de pentagon stelat.

Siyyid Alí Muhammad Shírází (20 octombrie 1819 - 9 iulie 1850) a fost fondatorul bábismului și una din cele trei figuri centrale ale religiei Bahá'í. A locuit în orașul Shiraz din Iran și la vârsta de 24 de ani (la 23 mai 1844) s-a declarat un fel de Mahdi. După asta și-a luat numele Báb care înseamnă Poartă. A compus sute de cărți (tablets) în care și-a expus învățăturile și care au devenit noi legi religioase. În 1850 a fost împușcat în Tabriz, către un pluton de execuție.